# Gord Kluzak
Gordon Glen Kluzak (* 4. března 1964 v Climaxu, Saskatchewan, Kanada) je bývalý kanadský hokejový obránce, který odehrál 299 utkání v National Hockey League.

## Reprezentace
S kanadskou reprezentací do 20 let získal zlatou medaili na juniorském šampionátu 1982, který spolupořádala Kanada s USA. Kluzak byl vybrán do All Star týmu turnaje a byl vyhlášen nejlepším obráncem.

### Reprezentační statistiky
| 1982 | Kanada 20 | MS 20 | 7 | 0 | 1 | 1 | 4 |

## Kariéra
Juniorská léta strávil ve WHL, kde v letech 1980–82 oblékal dres Billings Bighorns. V sezoně 1981/82 byl vybrán do druhého All Star týmu soutěže, přestože sezonu pro zranění nedohrál.
V roce 1982 byl draftován jako první v pořadí klubem NHL Boston Bruins, za který hned začal nastupovat. V přípravném zápase v roce 1984 proti New Jersey Devils se ve středním pásmu srazil s protihráčem Davem Lewisem a přetrhl si vazy v koleni. Musel vynechat celý ročník 1984/85. V létě 1986 si koleno opět poranil a opět vynechal celou sezonu. V ročníku 1987/88 si zahrál finále Stanley Cupu, kde ale Bruins podlehli Edmonton Oilers. Problémy s kolenem se vracely a v letech 1988-90 zvládl odehrát pouze 11 utkání. Za pokusy o návrat obdržel v roce 1990 Bill Masterton Memorial Trophy.
Poslední starty v NHL si připsal v sezoně 1990/91. Pátého listopadu 1990 odehrál své druhé a zároveň poslední utkání sezony na ledě New York Rangers (3:2 v prodloužení), o týden později oznámil konec kariéry.

## Klubové statistiky
- Debut v NHL – 7. října 1982 Boston Bruins – Montréal Canadiens 1:5
- První bod v NHL – 19. října 1982 Calgary Flames – Boston Bruins 1:3
- První gól v NHL – 24. října 1982 Los Angeles Kings – Boston Bruins 5:4

| Sezona     | Klub              | Soutěž     | Základní část | Základní část | Základní část | Základní část | Základní část | Play off | Play off | Play off | Play off | Play off |
| Sezona     | Klub              | Soutěž     | Z             | G             | A             | B             | TM            | Z        | G        | A        | B        | TM       |
| ---------- | ----------------- | ---------- | ------------- | ------------- | ------------- | ------------- | ------------- | -------- | -------- | -------- | -------- | -------- |
| 1980/81    | Billings Bighorns | WHL        | 68            | 4             | 34            | 38            | 160           | 5        | 0        | 1        | 1        | 4        |
| 1981/82    | Billings Bighorns | WHL        | 38            | 9             | 24            | 33            | 110           | —        | —        | —        | —        | —        |
| 1982/83    | Boston Bruins     | NHL        | 70            | 1             | 6             | 7             | 105           | 17       | 1        | 4        | 5        | 54       |
| 1983/84    | Boston Bruins     | NHL        | 80            | 10            | 27            | 37            | 135           | 3        | 0        | 0        | 0        | 0        |
| 1984/85    | Boston Bruins     | NHL        | —             | —             | —             | —             | —             | —        | —        | —        | —        | —        |
| 1985/86    | Boston Bruins     | NHL        | 70            | 8             | 31            | 39            | 155           | 3        | 1        | 1        | 2        | 16       |
| 1986/87    | Boston Bruins     | NHL        | —             | —             | —             | —             | —             | —        | —        | —        | —        | —        |
| 1987/88    | Boston Bruins     | NHL        | 66            | 6             | 31            | 37            | 135           | 23       | 4        | 8        | 12       | 59       |
| 1988/89    | Boston Bruins     | NHL        | 3             | 0             | 1             | 1             | 2             | —        | —        | —        | —        | —        |
| 1989/90    | Boston Bruins     | NHL        | 8             | 0             | 2             | 2             | 11            | —        | —        | —        | —        | —        |
| 1990/91    | Boston Bruins     | NHL        | 2             | 0             | 0             | 0             | 0             | —        | —        | —        | —        | —        |
| Celkem NHL | Celkem NHL        | Celkem NHL | 299           | 25            | 98            | 123           | 543           | 46       | 6        | 13       | 19       | 129      |

## Po kariéře
Po ukončení kariéry získal titul z ekonomie na Harvardově univerzitě. Několik let pak také pro stanici NESN komentoval zápasy Bruins.
Bývá zmiňován jako jedna z nejhorších prvních voleb draftu v historii NHL.  